# Wardum
Wardum (z akad. niewolnik) – członek najniżej postawionej warstwy społecznej w społeczeństwie Mezopotamii. Termin występuje m.in. w kodeksie Hammurabiego, gdzie oznaczał niewolnika króla, który mógł być sługą lub urzędnikiem.